# Flore (De Morgan)
Pour les articles homonymes, voir Flore (homonymie).
Flore – en anglais Flora – est un tableau réalisé par la peintre britannique Evelyn De Morgan en 1894 à Florence, en Italie. De format vertical, cette huile sur toile est une peinture mythologique exécutée dans un style préraphaélite. Inspirée par Le Printemps et La Naissance de Vénus de Sandro Botticelli, elle représente Flore répandant ses fleurs devant un néflier du Japon chargé de fruits. Elle comprend en outre, dans le coin inférieur droit de la composition, un cartellino où l'Écosse est évoquée, le commanditaire en provenant sans doute. L'œuvre est conservée au sein de la collection De Morgan et est exposée dans Cannon Hall, à Barnsley, dans le Yorkshire du Sud.

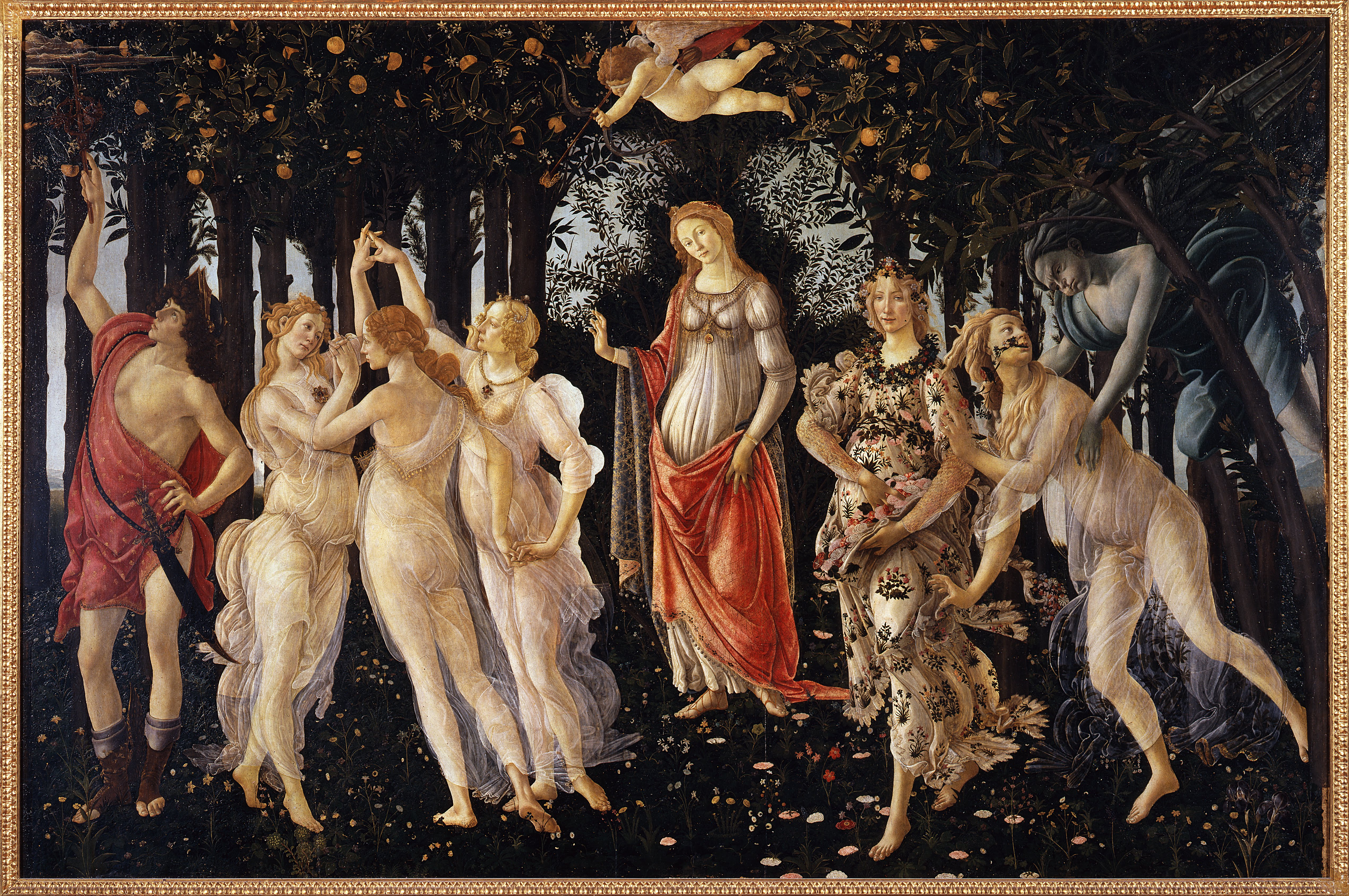
Sandro Botticelli, Le Printemps, vers 1480 – Galerie des Offices, Florence.
Sandro Botticelli, La Naissance de Vénus, vers 1485 – Galerie des Offices, Florence.